# Cão-da-pradaria
O cão-da-pradaria é um mamífero roedor da família Sciuridae, classificado no género Cynomys. O grupo inclui cinco espécies, todas elas nativas da América do Norte, que habitam as pradarias dos Estados Unidos da América, Canadá e México. O nome do seu género deriva do grego cyno (cão) + mys (rato).
Os cães-da-pradaria são animais de constituição robusta, com comprimento situado entre 30 e 40 cm, incluindo a cauda, que é relativamente curta. Têm hábitos gregários e vivem em colónias numerosas, constituidas por um ou mais grupos familiares. Cada um destes é composto por um macho, 2 a 4 fémeas e respectivas crias.
As colónias de cães-da-pradaria habitam um sistema complexo de túneis que pode abarcar vários acres e chegar aos 10 metros de profundidade. Os túneis têm diversas saídas para a superfície e englobam inúmeras cavidades com funções específicas como comer, dormir, cuidar das crias ou passar o tempo.  Para além de servirem de habitação aos cães-da-pradaria, os seus túneis têm funções ecológicas importantes no seu ecossistema, servindo como canal de escoamento das águas da chuva para os aquíferos subterrâneos, como travão para a erosão e compacção dos solos. Uma vez abandonados pelos cães-da-pradaria, os túneis mostram-se úteis a muitas outras espécies, principalmente como local de nidificação para aves.
Os cães-da-pradaria têm uma alimentação sobretudo herbívora e complementam a dieta com pequenos insectos. Por outro lado, são a principal fonte de alimento para diversos predadores das pradarias como raposas, doninhas e aves de rapina. Para prevenir estes ataques, há sempre um indivíduo de grupo de vigia, enquanto os restantes membros da colónia se alimentam no exterior. Em caso de perigo, o vigilante emite um grito de alerta, específico para o tipo de predador em causa.
Apesar da sua importância ecológica, os cães-da-pradaria foram caçados em grandes números, sobretudo no século XIX, por serem considerados como ameaça às colheitas. Como resultado disto e do impacto humano no seu meio ambiente, as populações diminuiram bastante. Os cães-da-pradaria são também caçados na Natureza enquanto juvenis para serem criados como mascotes.

## Espécies
- Cynomys gunnisoni (Baird, 1855)
- Cynomys leucurus Merriam, 1890
- Cynomys ludovicianus (Ord, 1815)
- Cynomys mexicanus Merriam, 1892
- Cynomys parvidens J. A. Allen, 1905

## Cultura Popular
Um cão-da-pradaria "surpreso" incorretamente identificado em português como um esquilo aparece no video da internet Dramatic Chipmunk(em inglês) ou "Esquilo Dramático", que se tornou um popular fenômeno na internet.